# Zidane Iqbal
Zidane Aamar Iqbal, född 27 april 2003 i Manchester, England, är en irakisk fotbollsspelare (mittfältare) som spelar för Manchester United och Iraks landslag.

## Uppväxt
Iqbal föddes i engelska Manchester till en pakistansk far och en irakisk mor. Han spelade i lokala klubben Sale United innan han kom till Manchester United som nioåring.

## Klubbkarriär
Iqbal skrev på sitt första proffskontrakt med Manchester United i april 2021. Han debuterade för klubben i Champions League-matchen mot Young Boys den 8 december 2021, där han blev inbytt i den 89:e minuten mot Jesse Lingard.

## Landslagskarriär
Iqbal har möjlighet att representera England, Irak och Pakistan på landslagsnivå.
Iqbal debuterade för Iraks landslag den 27 januari 2022 i en VM-kval match mot Iran.